# Scuola di Barbiana

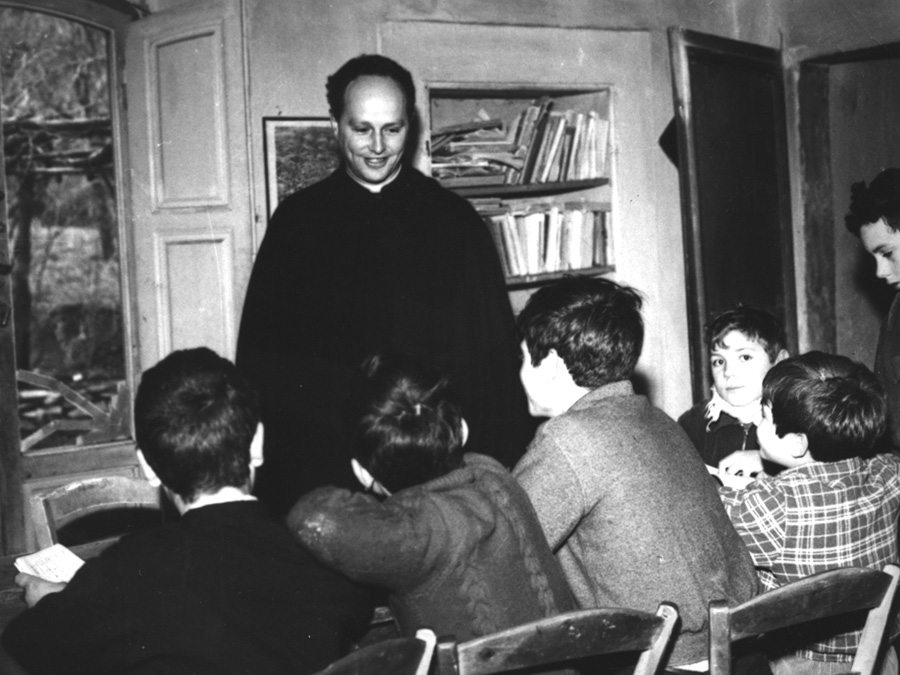
Don Milani in aula con i suoi alunni

La scuola di Barbiana è un'esperienza educativa sperimentale avviata e animata da don Lorenzo Milani dal 1954 al 1967 nell'omonima frazione del comune di Vicchio. L'innovativa scuola provocò un ampio dibattito sulle innovazioni da apportare in materia di pedagogia. Dapprincipio sconcertò - e poi stimolò le reazioni - gli addetti ai lavori, raggiungendo ampia fama con la pubblicazione della celeberrima Lettera a una professoressa, una critica polemica alla scuola dell'obbligo dell'epoca, redatta collettivamente dagli scolari più grandi di Barbiana sotto la supervisione - ma non l'intervento diretto, come egli ribadirà a più riprese - di Don Milani.

## La storia
Don Milani fu inviato quale priore di Barbiana, un piccolo borgo sperduto sui monti della diocesi di Firenze, a causa di alcuni dissapori con i fedeli della sua precedente parrocchia e con la Curia Fiorentina.
Qui incominciò un'esperienza educativa unica e rivolta ai giovani di quella comunità che, anche per ragioni geografiche ed economiche, erano fortemente svantaggiati rispetto ai coetanei di città.
La scuola sollevò immediatamente molte critiche, gli attacchi ad essa furono tanti, sia dal mondo della chiesa sia da quello laico.
Le risposte a queste critiche vennero date con “Lettera a una professoressa”, libro per tutte le età scritto dagli allievi della scuola insieme a don Milani (e infatti come autore del libro è indicato "Scuola di Barbiana"), che spiegava i principi della scuola e al tempo stesso costituiva un atto d'accusa nei confronti della scuola tradizionale, definita "un ospedale che cura i sani e respinge i malati", in quanto non si impegnava a recuperare e aiutare i ragazzi in difficoltà, mentre valorizzava quelli che già avevano un retroterra familiare positivo, esemplificando questo genere di allievi con il personaggio di "Pierino del dottore" (cioè Pierino, figlio del dottore, che sa già leggere quando arriva alle elementari).

## Le caratteristiche
L'innovazione dell'esperienza di Barbiana parte da alcuni presupposti unici e originali e da un principio sintetizzato nel motto in inglese della scuola "I care", in italiano "mi importa".
Da questo motto parte il principio per cui la scuola è fatta nelle ore più impensate dopo i lavori nei campi, impegnando i ragazzi praticamente tutto il giorno e sette giorni la settimana.
È una scuola aperta, dove il programma è condiviso dagli allievi, le idee proposte dal maestro sono spesso rivoluzionarie e per l'epoca ritenute pericolose (a titolo di esempio riportiamo una frase di una lettera scritta dai ragazzi di Barbiana e Don Milani riferita al socialismo: “il più alto tentativo dell'umanità di dare, anche su questa terra, giustizia e eguaglianza ai poveri”).

## Testi

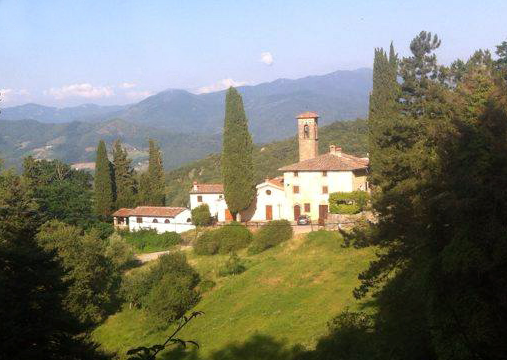
Chiesa di Sant'Andrea a Barbiana

Sono i giovani di Barbiana stessi che definiscono in sei punti la scuola nel 1963, quattro anni prima della morte di don Milani:
Barbiana
La nostra scuola
Perché veniamo a scuola sul principio
Perché veniamo a scuola ora
Tra il dire e il fare c'è di mezzo il mare
Pressione dei nostri genitori e del mondo